# 大長今 (動畫)

《大長今》動畫版劇照
左起：崔今英、尹令路、李連生、盧昌伊、徐長今

《大長今》動畫版，副標題為《長今之夢》（韓語：장금이의 꿈），是韓國第一部由連續劇改編的動畫，由文化廣播（MBC）、Heewon Entertainment、株式會社孫悟空（Sonokong Co., Ltd.）聯合製作，分為兩季播出。

## 概要
由MBC電視劇《大長今》改編而成的《大長今》動畫版，以長今的孩童時代為主軸，並加入新的劇情、人物等要素。2006年7月28日，製作團隊在首爾發表第二季，韓國童書出版商洪震P&M（韓語：홍진P&M）加入製作團隊。
依據《朝鮮日報》報導，《長今之夢》是第一部在日本地面電視頻道播映的韓國動畫，日本放送協會透過其子公司「媒體國際公司」（Media International Corporation）以「史上最高價格」買下了《長今之夢》日本播映權。

## 主要登場人物
- 徐長今（日本配音：伊藤美紀，香港配音：程文意，台灣配音：楊凱凱）：從小父母雙亡。擁有在最惡劣的情況下也不會絕望的樂觀個性及意志力，卻常常讓自己身陷危機[4]。

- 李連生（香港配音：曾秀清，台灣配音：馮嘉德）：長今的好朋友，平常膽小又愛哭[4]。

- 李昌伊（盧昌伊）（香港配音：林元春，台灣配音：汪世瑋）：與長今、連生同房。個性爽朗，最大的興趣就是吃[4]。

- 崔今英（香港配音：陳凱婷，台灣配音：馮嘉德）：崔成琴尚宮的姪女。個性高傲，看起來待人冷漠，和長今是競爭對手，但是個性非常善解人意[4]。

- 閔政浩（香港配音：陳欣，台灣配音：李景唐）：擁有卓越的武藝、為人正直內斂，是國王身邊的近身侍衛，不輕易將感情表現出來[4]。

- 中宗（香港配音：潘文柏，台灣配音：林谷珍）：朝鮮第十一代國王。為人和善，元配夫人由於是逆臣的女兒而被迫分離之苦。即使後來再迎娶新立后，也忘不了惦記著廢后。

- 太后（香港配音：袁淑珍、蔡惠萍（代配））：主管內命簿，很喜歡參與及介入御膳房的活動，為人風趣但對事物要求稍微高。

- 皇后尹氏（香港配音：沈小蘭）：又稱「皇后娘娘」，主管中宮主事，於第2季開始登場，於動畫中為皇帝新立后。

- 崔尚宮（崔成琴/崔成今）（香港配音：黃麗芳）：崔今英的姑母，個性高傲，對長今和韓尚宮抱持著相當的競爭意識[4]。

- 韓尚宮（韓白英/韓愛鍾）（香港配音：陸惠玲 ，台灣配音：馮嘉德）：長今的師母，個性溫柔[4]。

- 尹令路（香港配音：朱妙蘭→曾佩儀，台灣配音：汪世瑋）：個性狡猾，喜歡捉弄他人[4]。

- 崔判述（香港配音：梁志達）：漢陽商團的首領，崔尚宮的哥哥，於第2季開始登場[4]。

## 動畫原創人物
- 張壽路（香港配音：梁偉德、台灣配音：李景唐）：內禁衛軍官、閔政浩朋友，愛慕著長今，處處維護長今。

- 東兒（香港配音：沈小蘭）：連續劇版中姜德久早逝的兒子，於本作中得以生存之於，還成為張壽路的下屬。

- 阿烈（香港配音：沈小蘭）及尹煥（香港配音：李致林）：這對神秘姊弟是密探，阿烈平時以醫女身份隱藏，而尹煥只在第二季出現。

- 廢后（慎氏）：因得知其為逆賊之女兒，又在朝廷大臣要求下，只能將其皇后身分廢除，雖已娶新皇后，但皇帝仍深愛掛念著廢后。

- 殷尚宮（香港配音：黃鳳英）：御膳房的「訓育尚宮」，專門負責小宮女的生活輔導，對於宮女的行為非常嚴格管理。

- 張銀菲：臉上有雀斑的女孩，與令路跟今英一樣都是崔尚宮所教導的小宮女。

- 閔內人（香港配音；林雅婷→何璐怡、梁少霞（代配））：御膳房的宮女，經常協助韓尚宮做事情，對小宮女略為嚴格，脾氣不太好。

## 主題曲
第一季
- 片頭曲

꿈을 이루자（1～13話）
作詞：원 일
作曲：임희선
歌：이정표
장금이의 꿈（14～26話）
作詞：방지연, 전덕호, 구태훈
作曲：박정현
歌：Ex
- 片尾曲

달빛소녀
作詞：이승환
作曲：이승환
歌：이승환,황성제
第二季
- 片頭曲

Korean Food
作詞：임희선, 신창렬
作曲：임희선
歌：임희선
- 片尾曲

에헤라디야
作詞：류광민
作曲：김성태
歌：조민혜

粵語版主題曲
- 星星的加冕[5]

作詞：鄭櫻綸
作曲：鄧智偉
歌：佘詩曼

## 得獎紀錄
2006年7月，《大長今》動畫版獲得韓國廣播協會主辦的第33屆「韓國廣播大賞」動畫部門優秀賞。2006年11月23日，《大長今》動畫版獲得韓國文化產業振興院（KOCCA）主辦的「2006韓國漫畫、動畫人物大賞」動畫部門總統獎。

## 外部連結
- MBC官方網站 （页面存档备份，存于）
- NHK官方網站（日語）
- 中視官方網站（繁體中文）
- 群英社官方網站 （页面存档备份，存于）（繁體中文）
- 無綫兒童台 - 每集劇情（繁體中文）